# Province de Lugo
La province de Lugo (en espagnol et en galicien : Provincia de Lugo) est une des quatre provinces de la communauté autonome de Galice, dans le nord-ouest de l'Espagne. Sa capitale est la ville de Lugo.

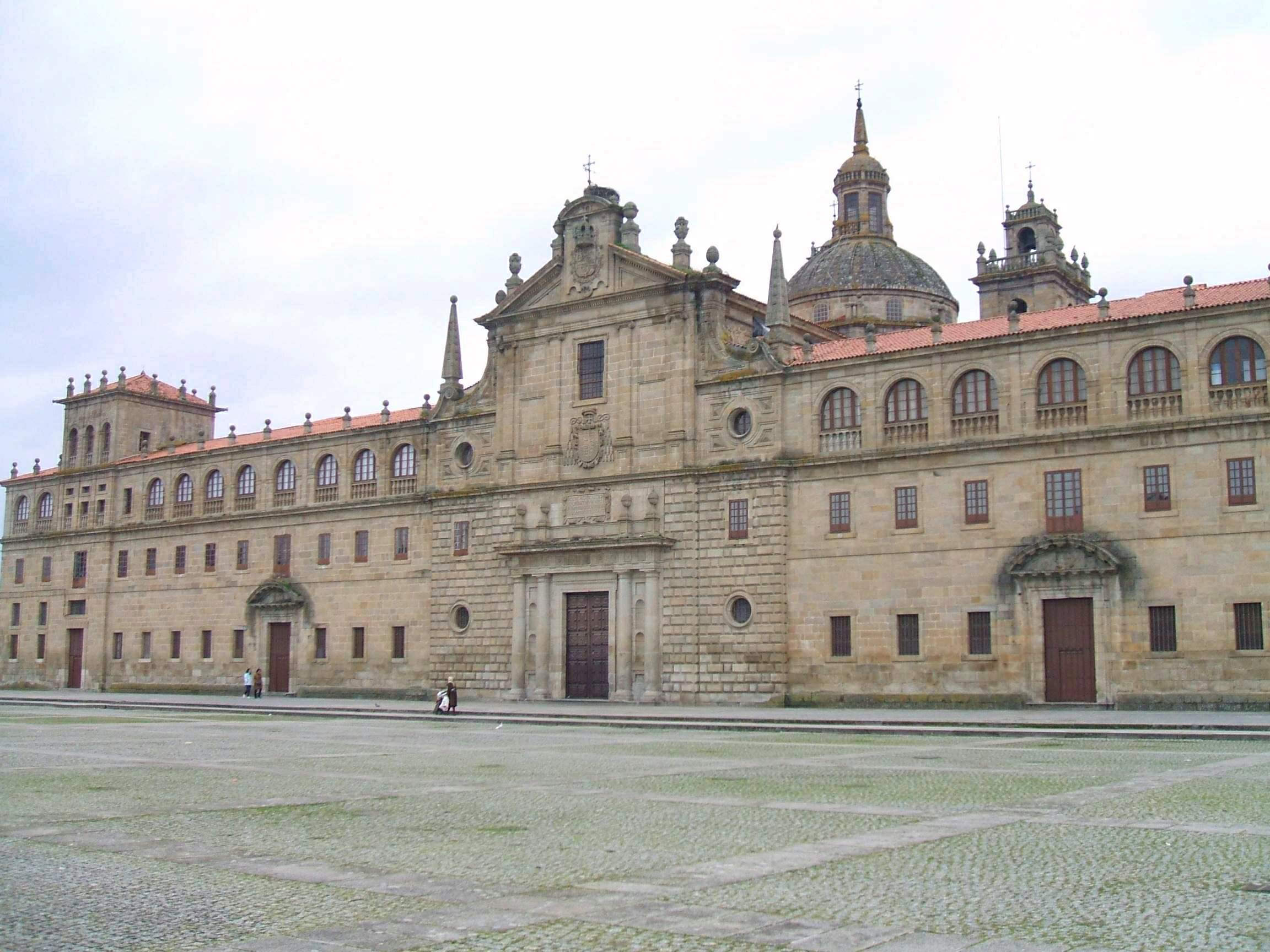
Monforte de Lemos - Collège Notre-Dame d'Antigua (Piaristes PP)

## Géographie
La province de Lugo est située au nord-est de la communauté autonome et couvre une superficie de 9 856 km2.
La province est limitée au nord par la mer Cantabrique, à l'est par les Asturies et la province de León (communauté autonome de Castille-et-León), au sud par la province d'Orense et à l'ouest par les provinces de Pontevedra et de La Corogne.

## Histoire
Avant 1833, date de création des actuelles provinces, la province de Lugo était l'une des sept provinces du royaume de Galice.

## Subdivisions

### Comarques
La province de Lugo est subdivisée en treize comarques : 
- Os Ancares
- Chantada
- A Fonsagrada
- Lugo
- A Mariña Central
- A Mariña Occidental
- A Mariña Oriental
- Meira
- Quiroga
- Sarria
- Terra Chá
- Terra de Lemos
- A Ulloa.

### Communes
La province compte 67 communes (municipios en espagnol).